# Szászfehéregyházi erődtemplom
A szászfehéregyházi erődtemplom műemlékké nyilvánított épület Romániában, Brassó megyében. A romániai műemlékek jegyzékében a BV-II-a-A-11843 sorszámon szerepel; emellett az Erdély erődtemplomos falvai elnevezésű világörökségi helyszín része.

## Története
A falu német nevében szereplő weißkirch („fehér templom”) arra a kápolnára utal, amelyet a székely lakosok építettek II. Géza uralkodása alatt. A 12. századtól erődítményeket kezdtek építeni a kápolna körül. 

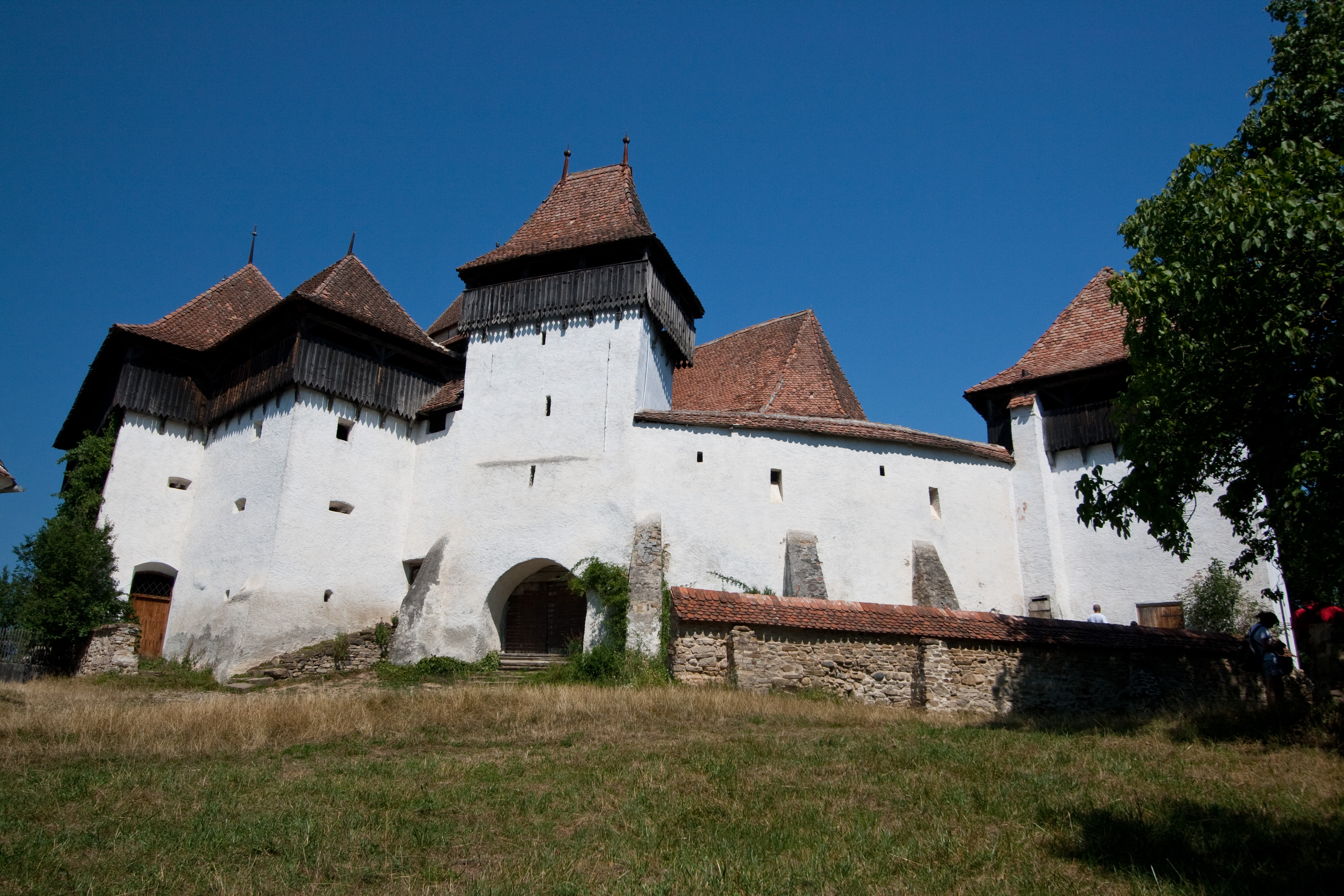
Az erődtemplom délkeleti nézetből